# Germaine Graimpié
Germaine Graimpié (11 novembre 1823 à Belœil - 24 décembre 1851 à Hambourg) est une danseuse québécoise.

## Biographie
Après des études au conservatoire de sa ville natale, cette fille de cordonnier et de lavandière est enlevée par un trappeur de la Saskatchewan qui l'emmène à New York, où il l'épouse.
Germaine Graimpié connaît la révélation en assistant à une représentation de Fanny Elssler dans La Sylphide, le 1er juin 1841.
En 1849, elle quitte le Québec pour Saint-Pétersbourg, où elle est auditionnée par Marius Petipa, mais n'est pas sélectionnée par le maître. Par dépit, elle rejoint Fanny Elssler, alors en tournée à Moscou, et la suit dans sa retraite à Hambourg.
Fidèle à sa « maîtresse », elle meurt de neurasthénie à l'âge de 28 ans.